# Marek Gierszał
Marek Gierszał (* 1962 in Toruń) ist ein polnischer Film- und Theaterschauspieler und Regisseur.

## Leben und Wirken
Gierszał wurde 1962 in Polen geboren und studierte Schauspiel an der Staatlichen Theaterhochschule in Krakau. 1988 flüchtete er nach Deutschland. Ebenfalls 1988 wurde sein Sohn Jakub geboren, der inzwischen auch als Schauspieler bekannt ist. In Deutschland war er erst als Schauspieler am Theater in Kiel tätig und absolvierte dann ein Aufbaustudium Filmregie an der Universität Hamburg.
Als Theaterregisseur inszenierte Gierszał unter anderem 1995 das Stück Die Kleinbürgerhochzeit von Bert Brecht am Theatron Hamburg und 2010 die polnische Erstaufführung von Der Gott des Gemetzels von Yasmina Reza am Juliusz-Słowacki-Theater in Krakau. Als Spielfilmregisseur führte er unter anderem bei dem Spielfilm Engel sucht Flügel für die ARD Regie.
Im Stück Die Abenteuer des braven Soldaten Schwejk (nach dem Buch Der brave Soldat Schwejk) war Gierszał als Theaterschauspieler von 2005 bis 2008 in Berlin, Essen und weiteren deutschen Städten zu sehen. Seit 2011 steht er am Theater Rozrywki in Chorzów auf der Bühne. Als Film- und Fernsehschauspieler spielte er von 2001 bis 2009 eine Nebenrolle in der deutschen Kinder- und Jugendserie Die Pfefferkörner. Für die Dokumentation John Law – Der Mann, der Papier zu Geld machte schrieb Gierszał einzelne Spielfilmszenen und war in der Hauptrolle des John Law zu sehen. In der polnischen Fernsehserie Wojenne dziewczyny, die zur Zeit der deutschen Besetzung von Polen während des Zweiten Weltkriegs spielt, war Gierszał 2017 für die Rolle des Offiziers Moos besetzt.

## Filmografie (Auswahl)

### Schauspiel
- 1992: Pogranicze w ogniu (Fernsehserie, 1×01–1×02)
- 1998: Großstadtrevier (Fernsehserie, 8×08)
- 1998: Tatort: Gefallene Engel
- 2001–2009: Die Pfefferkörner (Fernsehserien, 8 Folgen)
- 2003: Tatort: Väter
- 2006: Grenzgänger
- 2006: Entführ’ mich, Liebling
- 2007: Tatort: Die dunkle Seite
- 2011: Annas Erbe
- 2017: Wojenne dziewczyny (Fernsehserie, 1×10–1×12)

### Regie
- 2001: Engel sucht Flügel
- 2003: Nach so vielen Jahren

## Theatrografie (Auswahl)

### Schauspiel
- 2005: Die Abenteuer des braven Soldaten Schwejk (Komödie am Ku’damm, Berlin)
- 2008: Die Abenteuer des braven Soldaten Schwejk (Theater im Rathaus, Essen)
- 2011: Kogut w rosole (Theater Rozrywki, Chorzów)
- 2017: Jacobowsky und der Oberst (Komödie Winterhuter Fährhaus, Hamburg)[4]
- 2020: Gift. Eine Ehegeschichte (Theater Jena STU, Krakau)[5]

### Regie
- 2010: Der Gott des Gemetzels (Juliusz-Słowacki-Theater, Krakau)
- 2013: Wie es euch gefällt (Theater Polski, Stettin)[6]
- 2014: Die Firma dankt (Theater Scena STU, Krakau)[7]
- 2020: Gift. Eine Ehegeschichte (Theater Jena STU, Krakau)[5]